# Acanthopolymastia pisiformis
Acanthopolymastia pisiformis är en svampdjursart som beskrevs av Michelle Kelly-Borges och Patricia R. Bergquist 1997. Acanthopolymastia pisiformis ingår i släktet Acanthopolymastia och familjen Polymastiidae.
Artens utbredningsområde är havet kring Nya Zeeland. Inga underarter finns listade i Catalogue of Life.